# Alejandro Pietromarchi
Alejandro Pietromarchi (Velletri, 4 de agosto de 1877 - Montevideo, 26 de febrero de 1958) fue un pintor y decorador italiano que tuvo amplia actividad como escenógrafo y decorador de los carnavales de Uruguay.

## Biografía
Nacido en Velletri, un pueblo cercano a Roma, dejó su ciudad y país natal en 1912 y se trasladó a Buenos Aires, Argentina, para luego radicarse definitivamente en Montevideo, Uruguay, invitado por Gaetano Moretti, quien fuera el arquitecto de la construcción del Palacio Legislativo del Uruguay. Una vez en este país, se vinculó fuertemente con la comunidad carnavalesca del momento realizando decoraciones y escenografías para las fiestas que se realizaban cada febrero. En 1916 ingresó como decorador artístico al Comité Ejecutivo de Fiestas dependiente de la Intendencia de Montevideo. Su creatividad y buen gusto le valió el honor de decorar para las fiestas carnavales el Teatro Solis y el Hotel del Prado donde se llevaban a cabo las fiestas de máscaras pero también fue solicitado para hacer la realización de tablados barriales y carros alegóricos. Ejerció la docencia en varias instituciones de Montevideo como el Instituto Normal de Señoritas, la Escuela de Construcción y la Universidad del Trabajo. Entre sus trabajos se destaca la decoraciones que realizó en la Iglesia de los Vascos en Montevideo.
El 11 de febrero de 2015, la Administración Nacional de Correos de Uruguay lanzó un sello conmemorativo por su actividad y contribución al carnaval de Uruguay.